# Закат

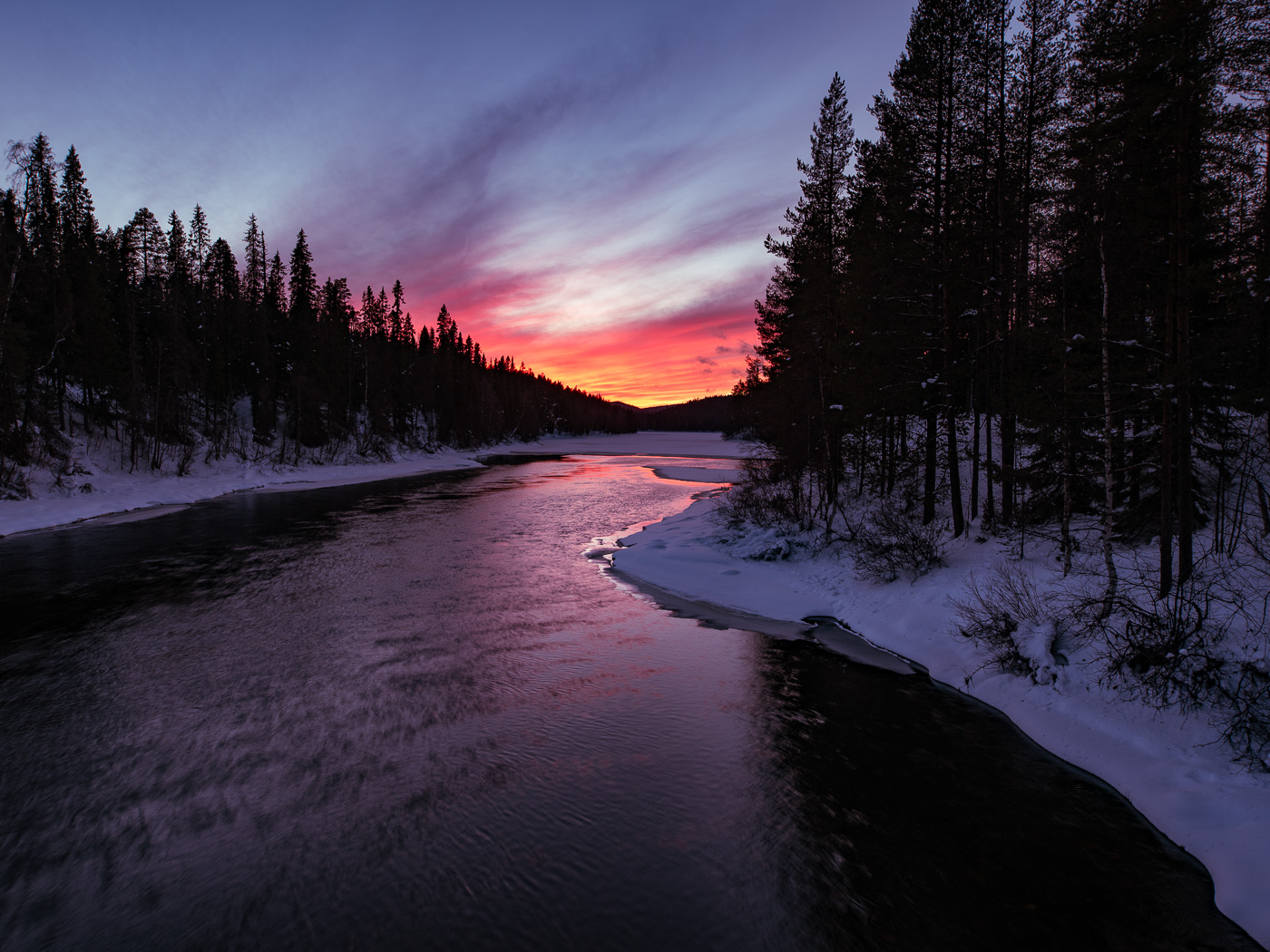
Закат в национальном парке «Паанаярви»

Зака́т — 1. Заход за линию горизонта (Солнца, небесного светила); время такого захода. 2. Освещение неба над горизонтом при заходе солнца.
Время захода солнца определяют в астрономии как момент, когда верхний край солнечного диска исчезает за горизонтом.

Этапы наступления сумерек

Закат отличают от сумерек, которые делятся на три этапа. Первый — гражданские сумерки, которые начинаются, как только солнце исчезло за горизонтом, и продолжаются, пока оно не опускается до 6 градусов ниже горизонта; второй — морские сумерки, между 6 и 12 градусами ниже горизонта; третий — астрономические сумерки: время, когда солнце находится от 12 до 18 градусов ниже горизонта, самый тёмный момент сумерек (непосредственно перед ночью). Ночь наступает, когда Солнце достигает 18 градусов ниже горизонта и больше не освещает небо.
В местах, расположенных севернее северного полярного круга и южнее южного полярного круга, может наблюдаться так называемый «полярный день», когда солнце не заходит за горизонт дольше суток.

## Явление

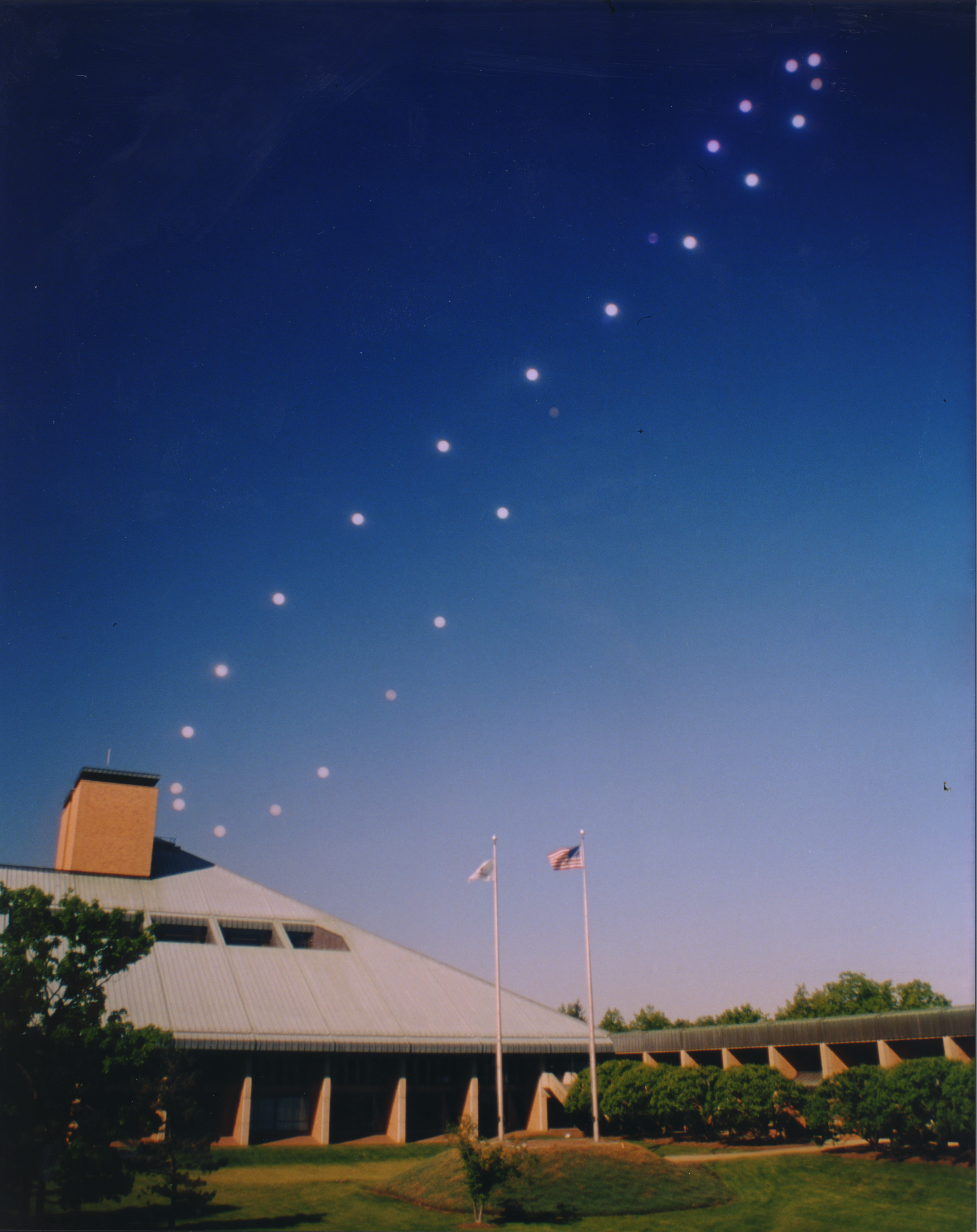
Аналемма

Время заката солнца меняется в течение всего года, зависит от места наблюдателя на Земле и задаётся долготой и широтой, а также высотой над уровнем моря. Небольшие суточные и заметные полугодовые изменения во времени закатов обусловлены осевым наклоном Земли, суточным вращением Земли и движением планеты по её годовой эллиптической орбите вокруг Солнца.
В течение зимы и весны дни становятся длиннее и закаты происходят позже каждый день до дня самого позднего захода солнца, который происходит после летнего солнцестояния. В северном полушарии самый поздний закат солнца происходит в конце июня или в начале июля, но не в день летнего солнцестояния (21 июня). Эта дата зависит от широты наблюдателя. Точно так же самый ранний закат солнца происходит не в день зимнего солнцестояния (21 декабря), а примерно на две недели раньше, опять же в зависимости от широты смотрящего. В северном полушарии это происходит в начале декабря или конце ноября.
То же самое явление существует и в южном полушарии, но с соответствующими обратными датами, причём самые ранние закаты происходят примерно до 21 июня зимой, а самый поздний — примерно после 21 декабря летом, опять же в зависимости от южной широты. В течение всего года как рассвет, так и закат становятся немного позже или немного раньше каждый день. Даже на экваторе восход и закат солнца смещаются на несколько минут вперёд и назад в течение года вместе с солнечным полуднем. Эти эффекты строятся с помощью аналеммы.
Поскольку восход и закат солнца рассчитывают по верхнему и нижнему краям солнца, а не по центру, продолжительность дневного времени несколько больше, чем ночного (примерно на 10 минут, как видно из умеренных широт). А так как свет от солнца преломляется, когда он проходит через атмосферу Земли, солнце всё ещё видно после того, как оно находится геометрически ниже горизонта. Рефракция также влияет на видимую форму солнца, когда оно находится очень близко к горизонту, из-за чего кажется, что солнце больше, чем оно есть на самом деле, когда находится высоко в небе. Свет от нижнего края солнечного диска преломляется больше, чем свет от верхнего, так как рефракция увеличивается по мере уменьшения угла возвышения. Это повышает кажущееся положение нижнего края больше, чем верхнего, уменьшая кажущуюся высоту солнечного диска. Его размер не изменяется, однако может казаться, что ширина диска больше, чем его высота (на самом деле солнце почти точно сферическое). Подобная иллюзия появляется и при закате Луны.

## Цвет
Когда луч белого солнечного света проходит через атмосферу к наблюдателю, некоторые цвета луча рассеиваются молекулами воздуха и воздушными частицами, изменяя окончательный цвет, который видит зритель. Свет с короткой длиной волны рассеивается сильнее. А так как излучение синего цвета имеет более короткую длину волны, в конце видимого спектра, он больше рассеивается в атмосфере, чем красный. Из-за этого небо имеет голубой цвет.
На восходе и закате солнца, когда путь его лучей через атмосферу длиннее, синие и зеленые компоненты удаляются почти полностью, и остаются более длинные (жёлтые, оранжевые и красные) волны. Поэтому закаты и восходы мы видим в тёплых оттенках. Однако цвет неба зависит не только от того, что свет проходит под углом, но и от количества различных частиц, которые находятся в атмосфере. Яркий жёлто-оранжевый закат можно увидеть лишь тогда, когда атмосфера достаточно чиста. Чем больше частиц, тем краснее закат. Цвета заката обычно более яркие, чем цвета восхода солнца, потому что вечерний воздух содержит больше различных частиц, чем утренний. Это происходит из-за того, что в течение дня Солнце нагревает поверхность Земли, уменьшается относительная влажность, повышается скорость ветра и пыль поднимается в воздух.
Иногда прямо перед восходом солнца или после заката можно увидеть зелёную вспышку.
Некоторые из самых разнообразных цветов на закате можно найти в противоположной (или восточной) части неба после захода солнца, в сумерках. В зависимости от погодных условий и типов присутствующих облаков эти цвета имеют широкий спектр и могут создавать необычные картины.

Закат в Калифорнии
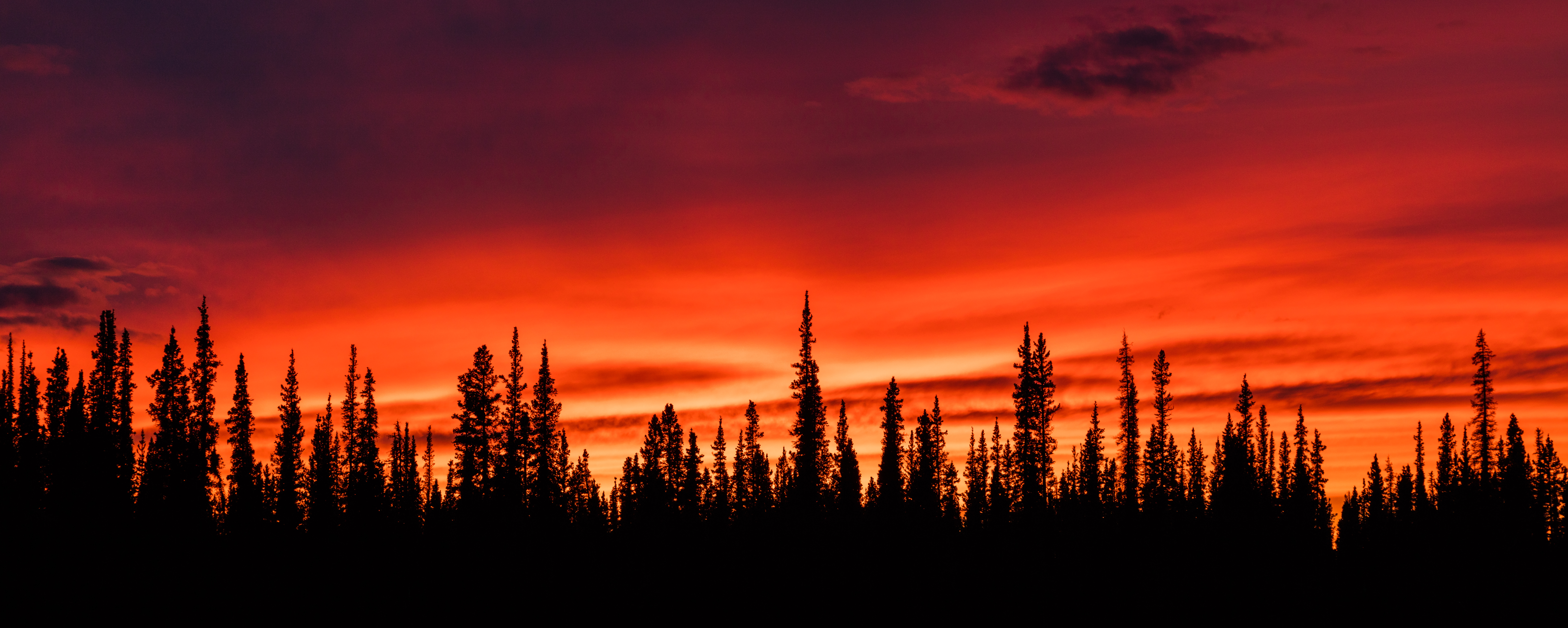
Закат на Аляске
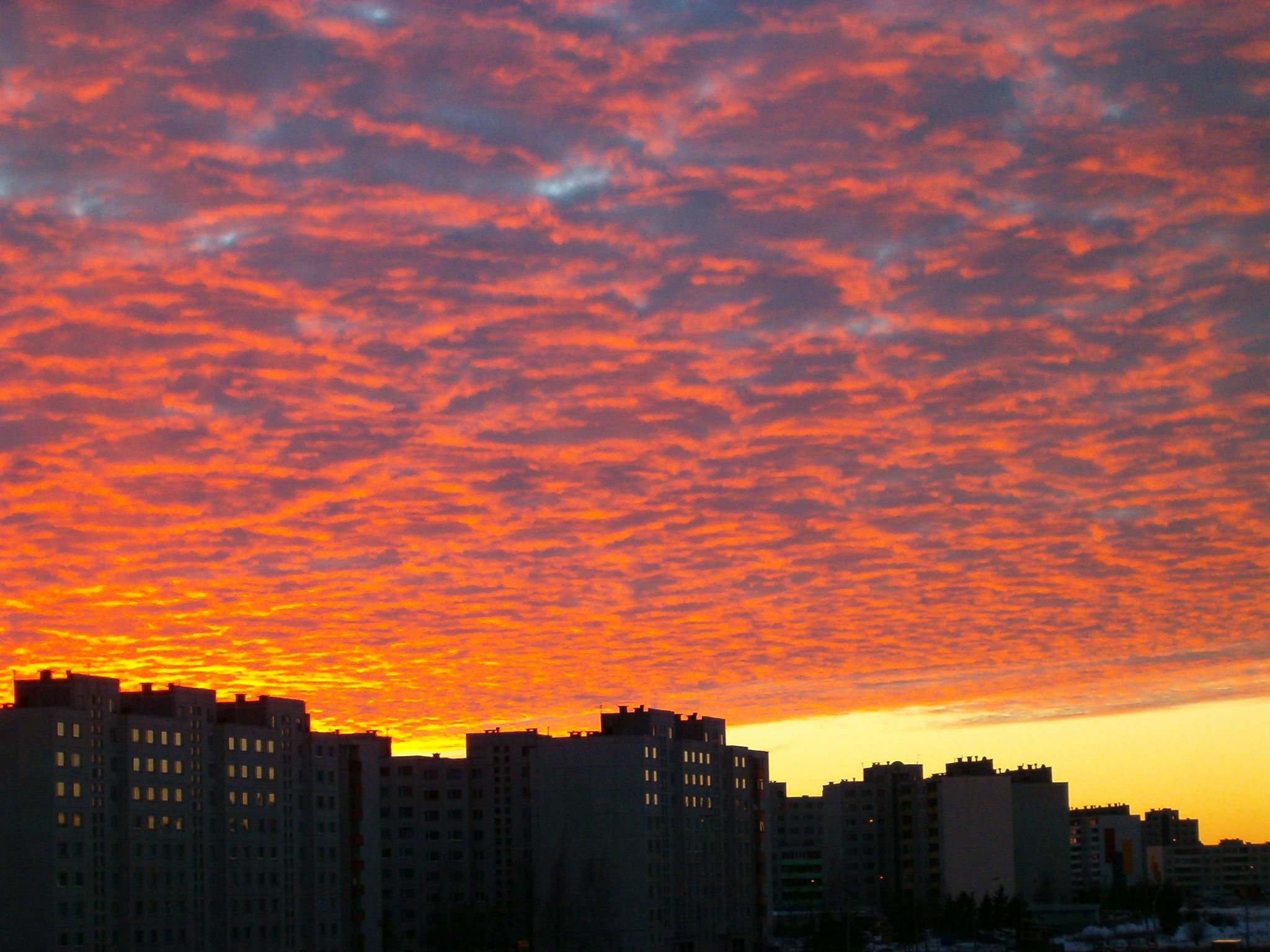
Февральский закат в Таллине, Эстония

## Названия сторон света

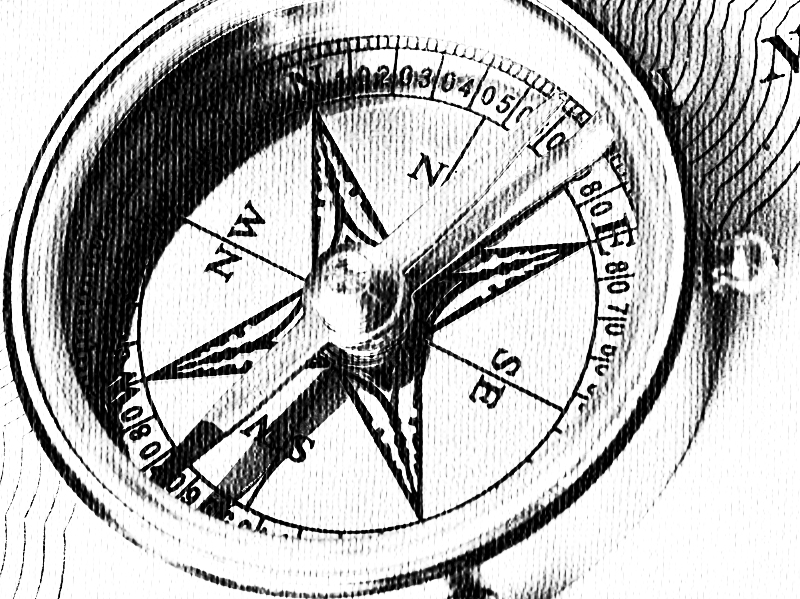
Компас

В некоторых языках стороны света носят названия, этимологически производные от слов «восход» и «закат» (солнца).
Английские слова «orient» и «occident», означающие «восток» и «запад», соответственно, происходят от латинских слов, означающих «восход» и «закат». Слово «levant», относящееся, например, к французскому «(se) lever», означающему «подниматься» или «вставать», также используется для описания востока. В польском языке слово «восток» wschód (всхуд) образовано от морфемы «ws» — означающей «вверх» и «chód» — означающей «движение» (от глагола chodzić — в значении «ходить, двигаться»), обусловленное действием солнца, выходящего из-за горизонта. Польское слово «запад» zachód (захуд) похоже на «восток», но с приставкой «за» в начале, что означает «позади», описывая действия солнца, идущего за горизонт. В русском языке слово «запад» образуется при помощи приставки за, означающей «позади», и корня пад, означающего «падение» (от глагола падать), из-за действия солнца, похожего на падение за горизонт. В иврите слово для востока (מזרח) происходит от слова «восход» (ריחה).

## Исторический вид
Астроном XVI века Николай Коперник был первым, кто представил миру детальную и в конечном итоге общепринятую математическую модель, подтверждающую гипотезу о том, что Земля движется и что Солнце фактически остаётся неподвижным, несмотря на впечатление движущегося Солнца, создающееся с нашей точки зрения.

## Закат на Марсе

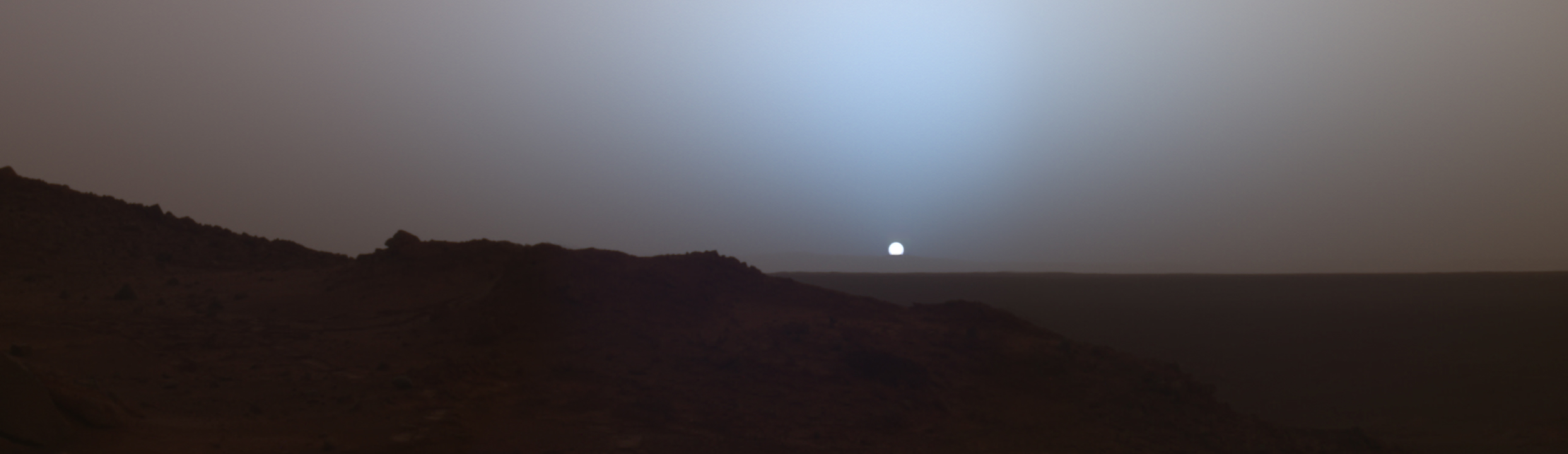
Закат на Марсе

Атмосфера Марса намного менее плотная, чем земная, и содержит очень мелкие частицы, размер которых сопоставим с длиной волны света. В течение дня мельчайшие частицы пыли поглощают синюю часть спектра солнечного света, а небо на Марсе имеет тот же красноватый оттенок, что и вся его поверхность. Когда солнце садится, путь прохождения света через атмосферу планеты становится длиннее и доминирует другой эффект — рассеяние света Рэлея. В то же время синий свет сильнее рассеивается в марсианской атмосфере, поэтому на закате вокруг Солнца на Марсе видно голубое свечение.

## Галерея

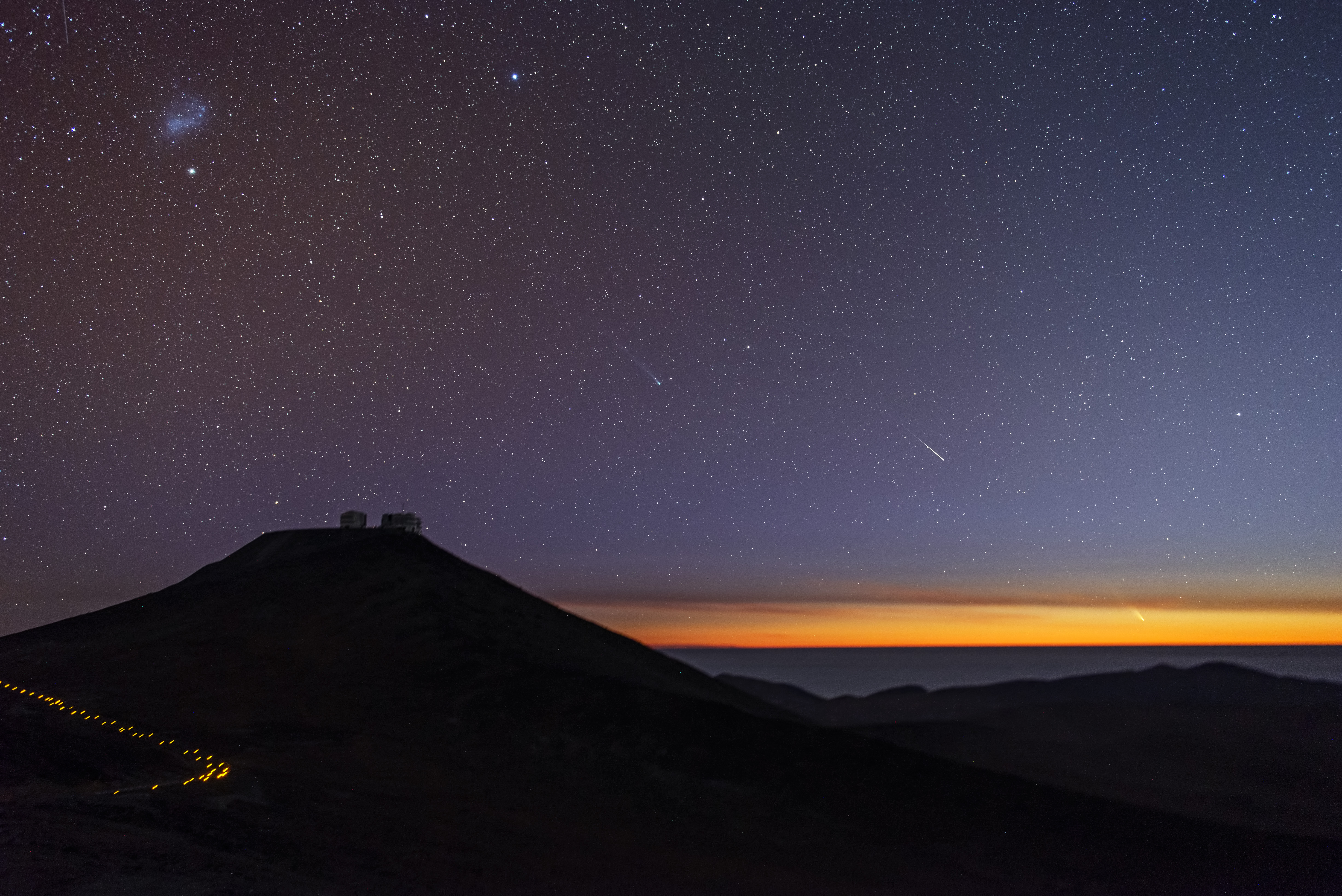
Вид на закат с Паранальской обсерватории с двумя кометами, которые двигались по южному небу
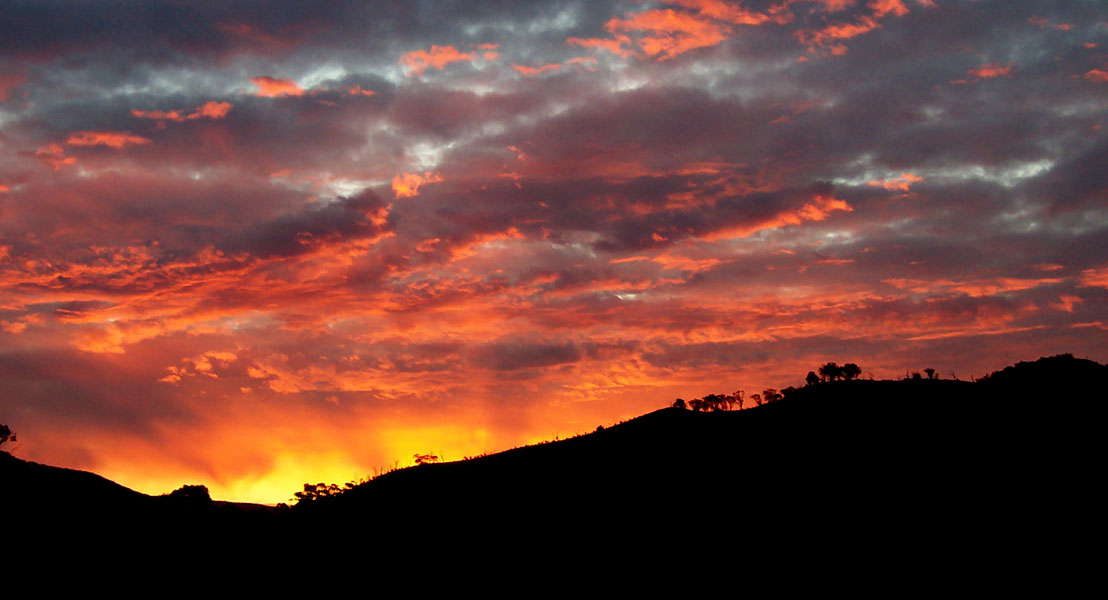
Красный закат возле Свифт-Крик, Австралия
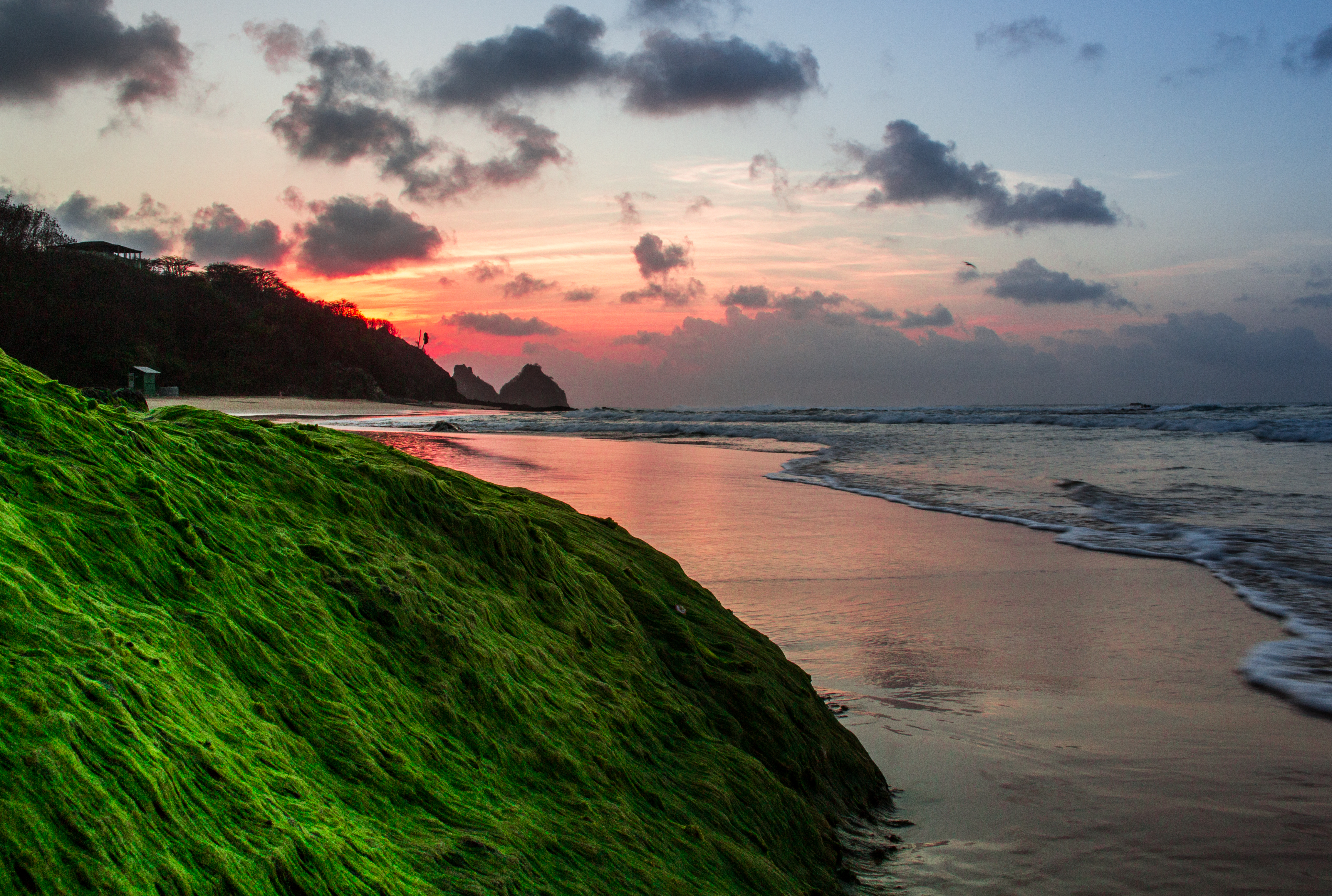
Закат в Фернанду-ди-Норонья, Бразилия
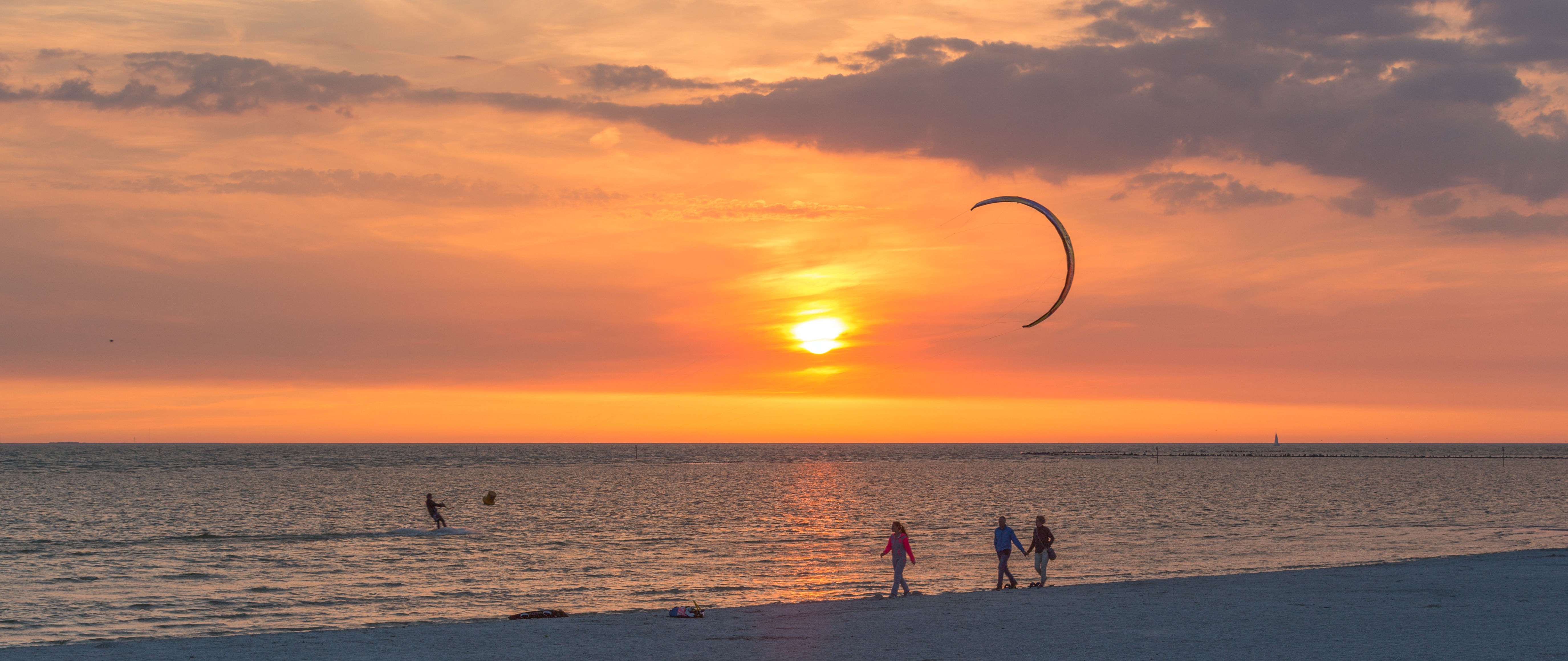
Закат на побережье. Воркюм, Нидерланды
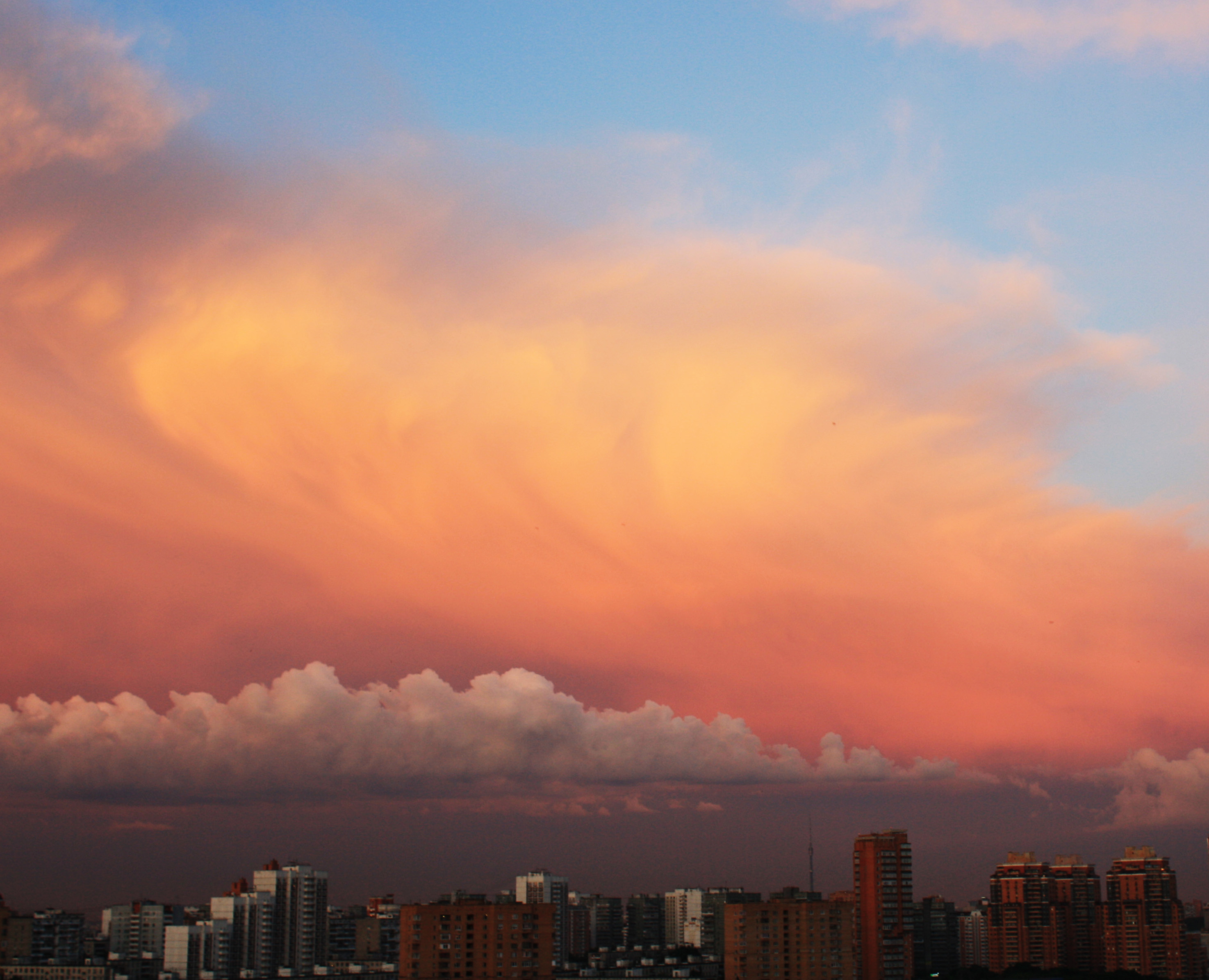
Закат в Москве после грозы
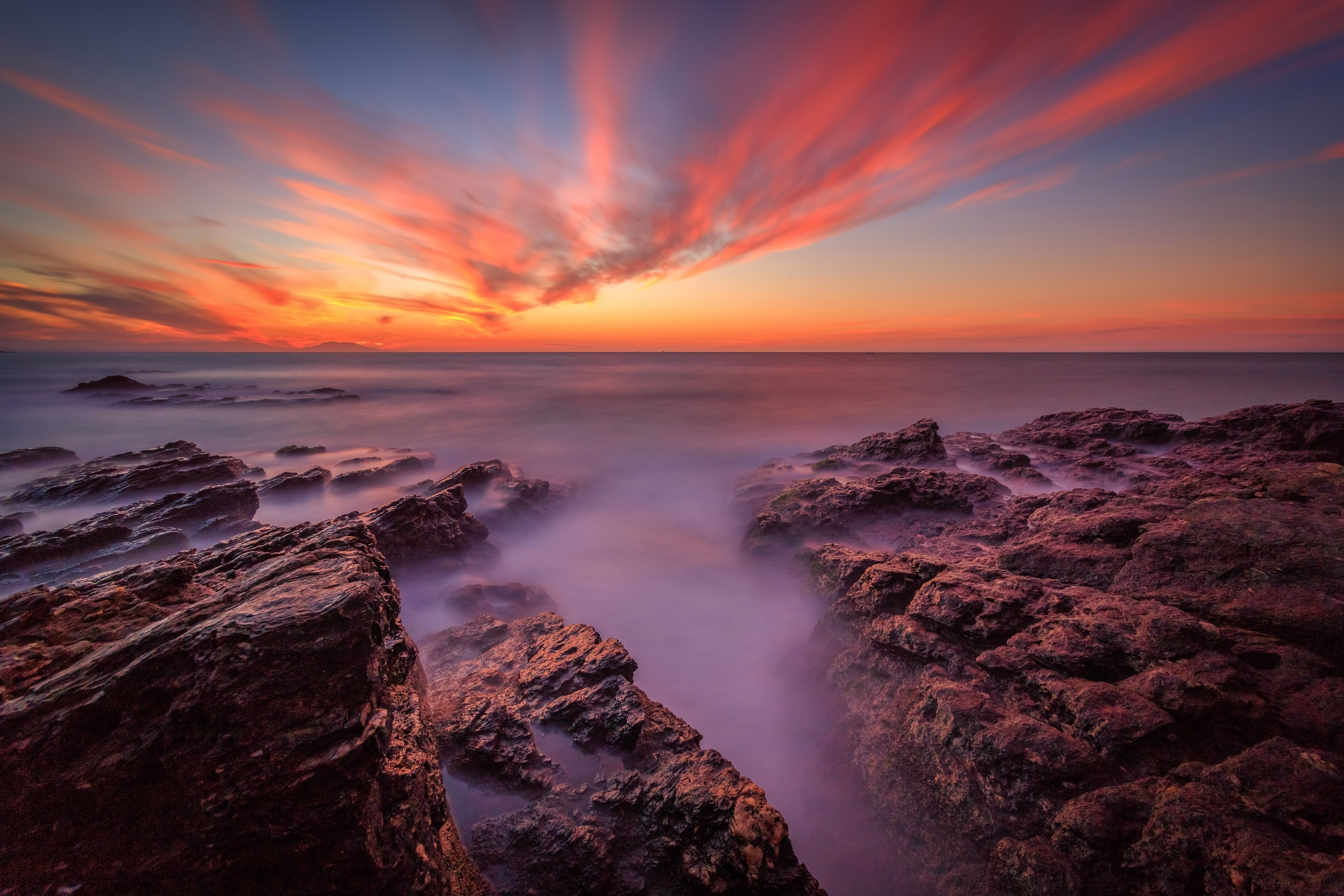
Закат в Алжире
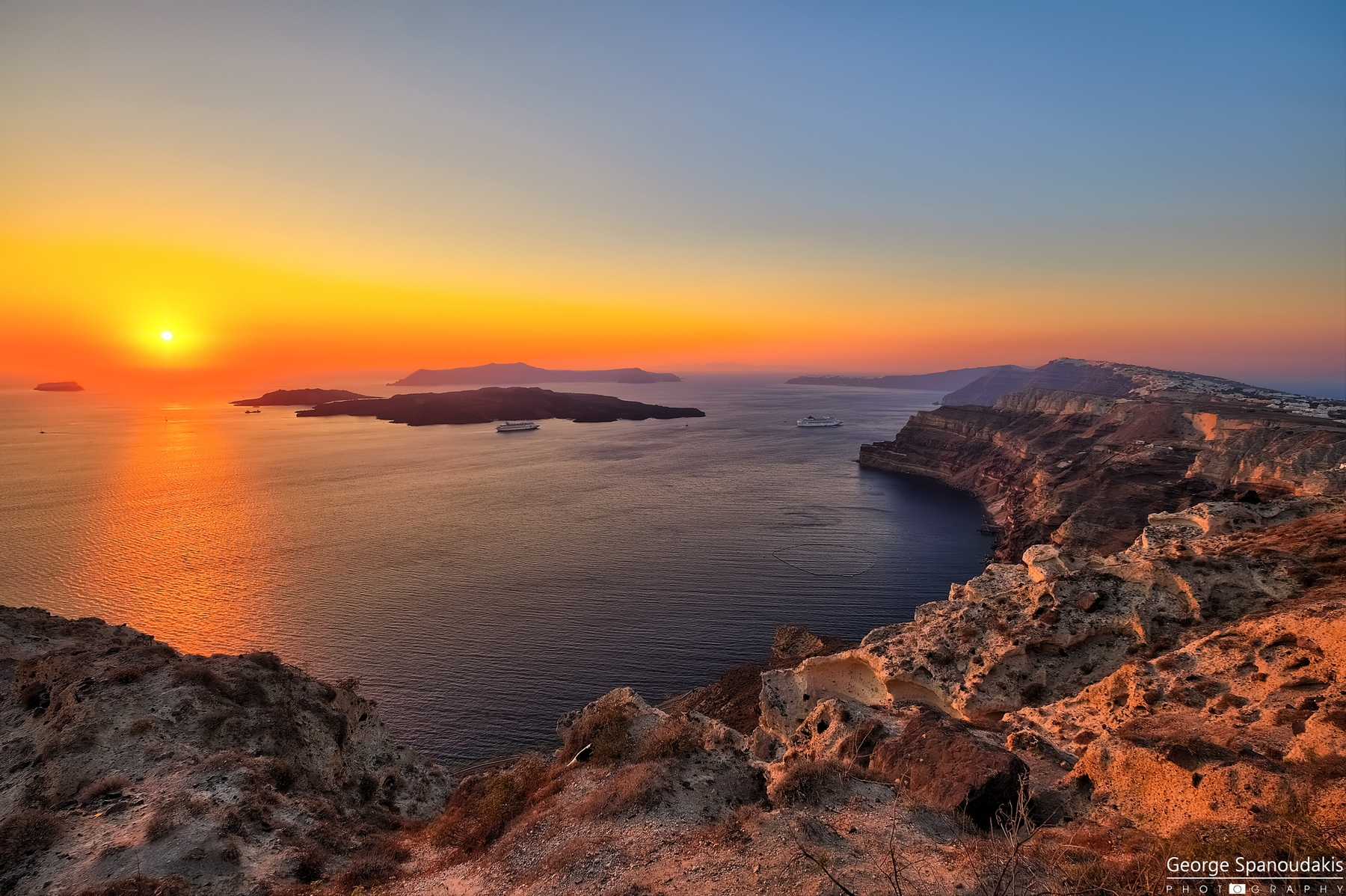
Закат на Санторини, Греция
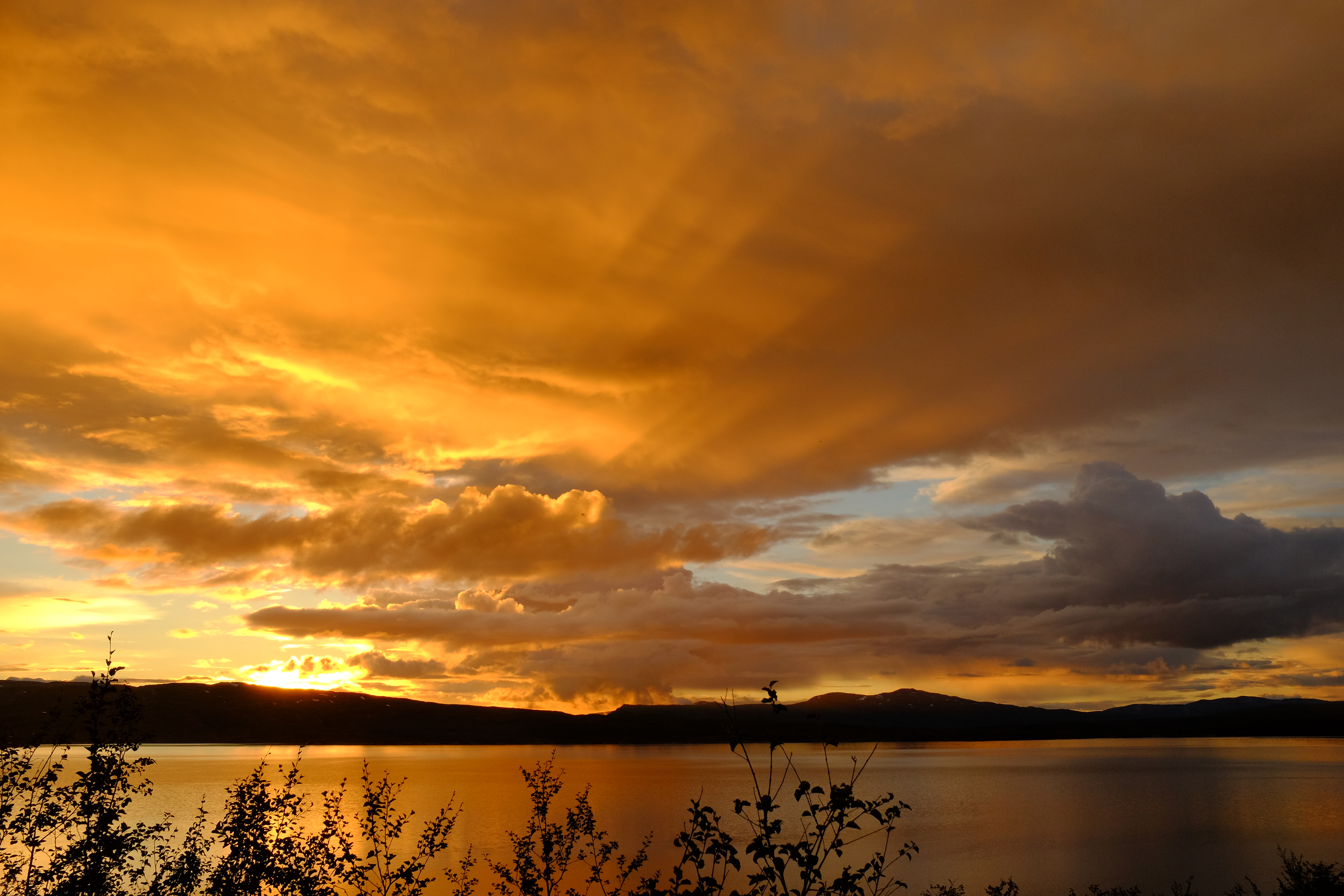
Закат в Сулитьельма, Норвегия